# A.F.Th. van der Heijden
Adrianus Franciscus Theodorus (Adri) van der Heijden (Geldrop, 15. listopada 1951.) nizozemski je pisac. Objavljivati je počeo pod imenom Patrizio Canaponi kao i pod inicijalima A.F.Th.

## Općenito
Van der Heijden je autobiografski pisac. Unutar njegovih priča i romana prepoznaje se njegov vlastiti život. Stoga je cjelokupan opus međusobno prožet. To međutim ne govori da su događaji i likovi iz njegovih djela vjerni odrazi iz njegova života: on ih upotrebljava dosta slobodno, kako bi ih kombinirao s fikcijom, filozofskim digresijama i dao pravu sliku nizozemske društvene i kulturne povijesti od 50ih godina 20. stoljeća.
Na Van der Heijdena se gleda kao dijela književne generacije koja je stasala nakon Drugog svjetskog rata; u suprotnosti s piscima kao što su Harry Mulisch, Willem Frederik Hermans i Jan Wolkers koji Drugi svjetski rat imaju kao veoma važan motiv u svojem opusu.
Ključno djelo Van der Heijdenova opusa je ciklus romana "De tandeloze tijd" (Bezubo vrijeme). Ciklus je prvotno zamišljen kao trilogija, no s vremenom je postao širi.
Pisac je u međuvremenu ponovno počeo s jednim drugim ambicioznim ciklusom, pod nazivom Homo duplex, o bezimenom Bogu koji se spustio na Zemlju kako bi započeo svjetsku revoluciju. Iako još nijedan dio ciklusa nije izdan ipak postoji opširan prolog - De Movo Tapes, en de sluetelboeken Drijfzand Koloniseren en Mim. 

## Sadržaji i teme njegovih djela
Van der Heijden redovno prerađuje stvarne događaje u svojim pričama. U onome što neki kritičari smatraju njegovim najboljim djelom, Advocaat van de hanen, koristi smrt skvotera Hansa Koka u zatvorskoj ćeliji kao pozadinu. U njegovom posljednjem djelu "Het schervengericht" nalazimo redatelja Romana Polanskog i ubojicu njegove supruge, Charlesa Mansona.